# Marcin Borelowski

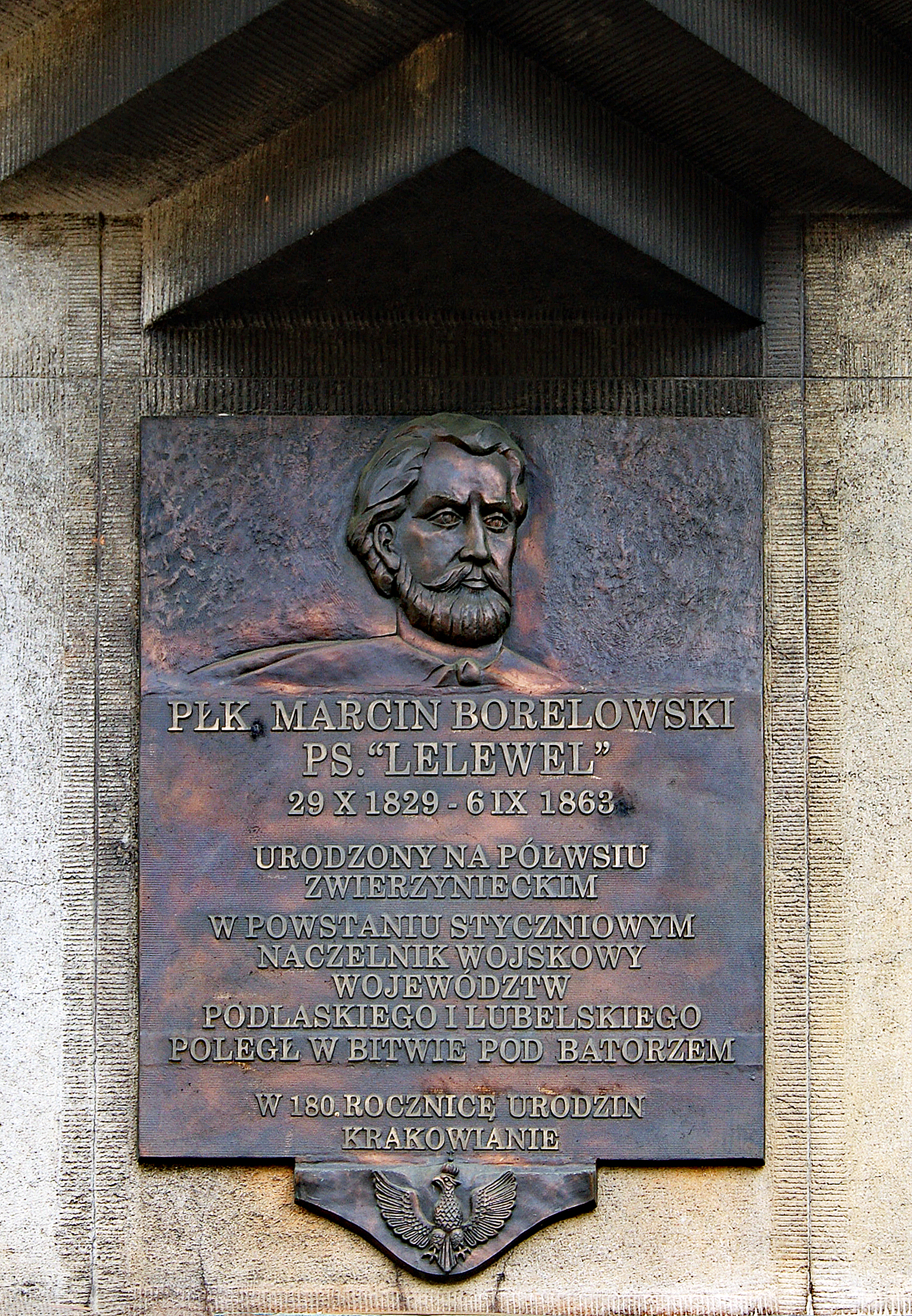
Kraków ul. Borelowskiego-Lelewela 17. Tablica pamiątkowa na Półwsiu Zwierzynieckim gdzie się urodził.

Marcin Maciej Borelowski, ps. „Lelewel” (ur. 29 października 1829 w Półwsiu Zwierzynieckim, zm. 6 lub 7 września 1863 w Sowiej Górze k. Batorza) – polski rzemieślnik, działacz społeczny i patriotyczny, pułkownik w powstaniu styczniowym, komisarz wojenny województwa podlaskiego w maju i czerwcu 1863 roku.

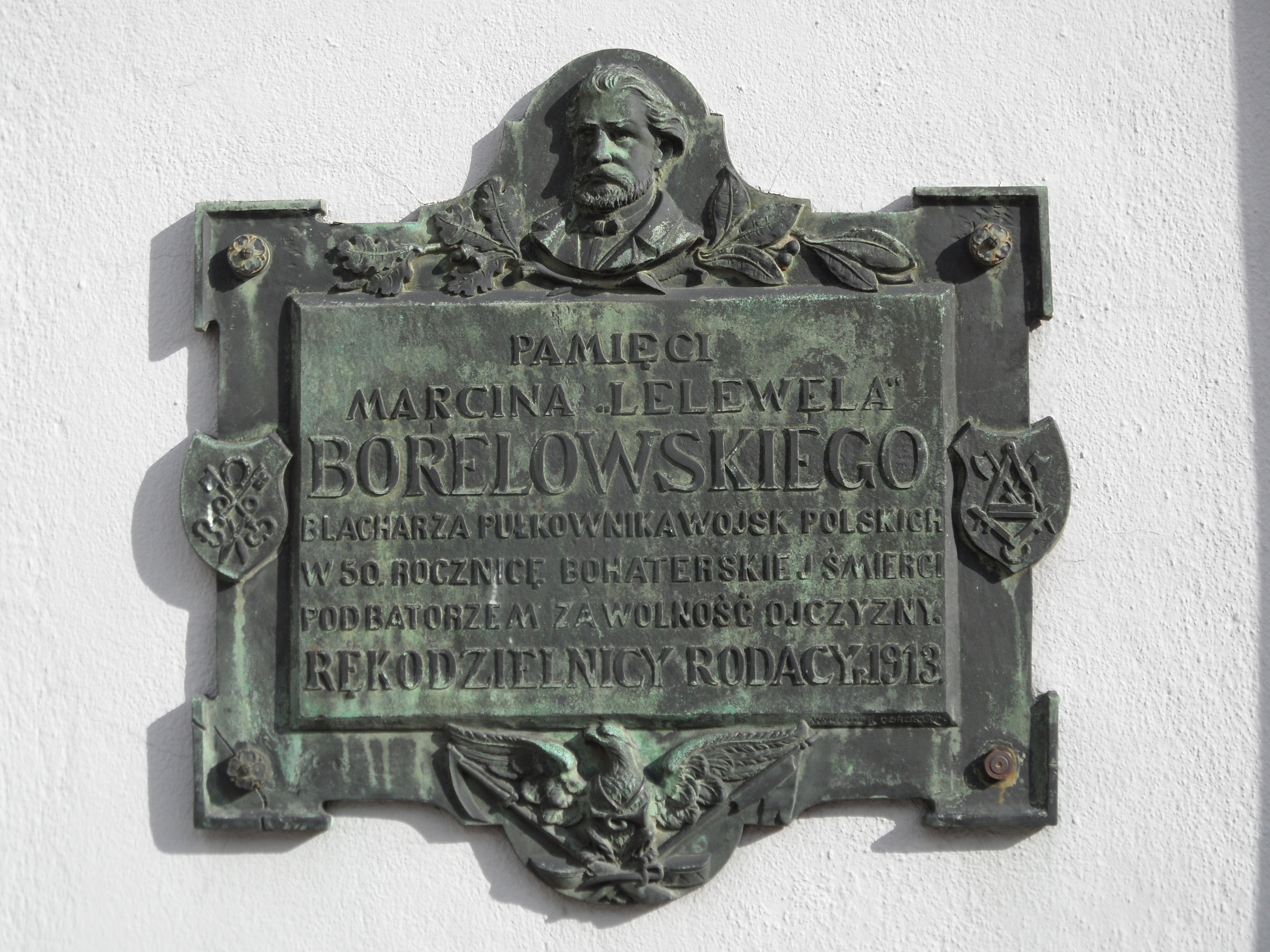
Tablica upamiętniająca Marcina "Lelewela" Borelowskiego w Rzeszowie z 1913

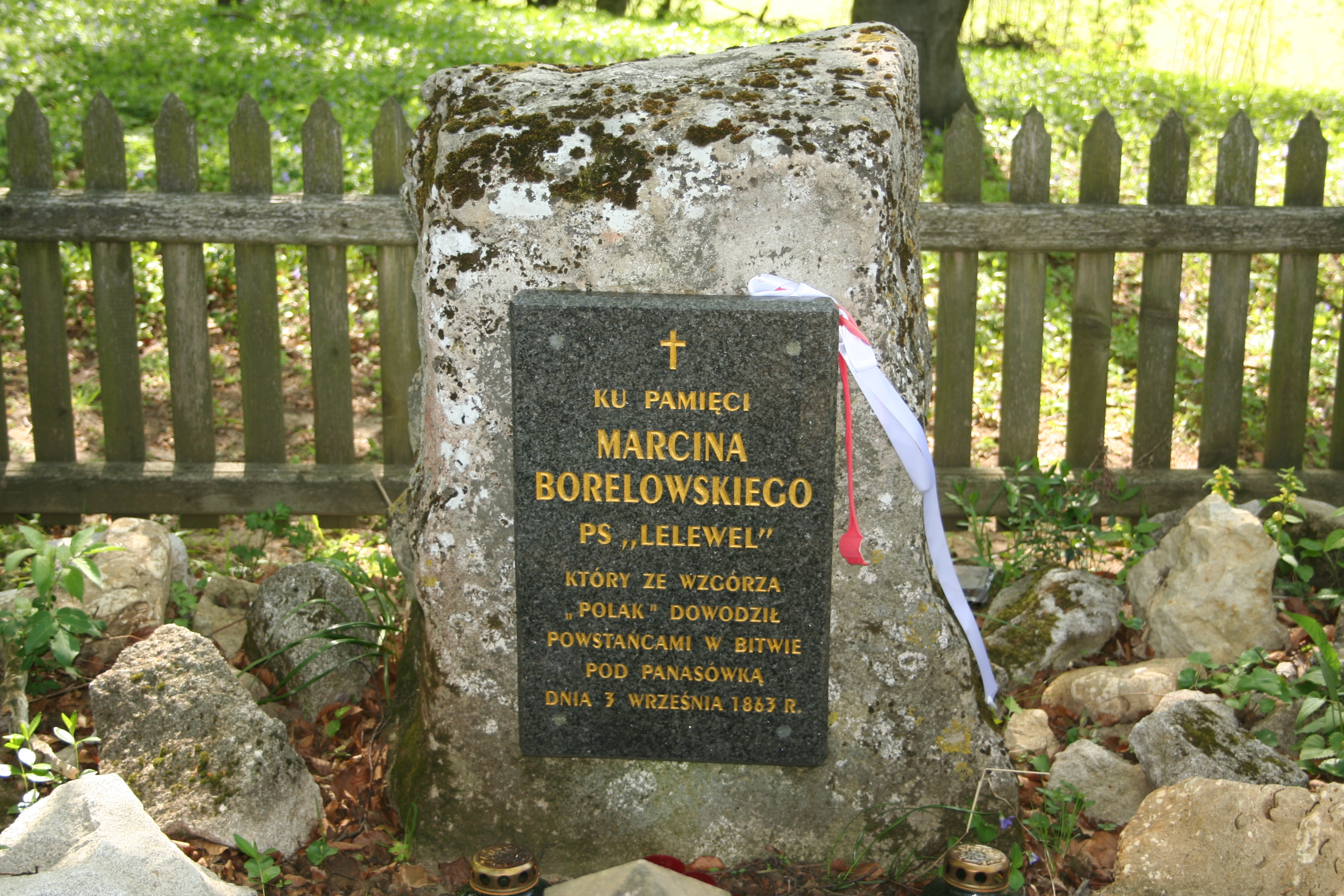
Kamień pamiątkowy na Wzgórzu Polak

## Życiorys
Pochodził z rodziny rzemieślniczej, był synem Karola (murarza) i Agnieszki z domu Noworyt. W latach 1841-1844 był uczniem Szkoły Wydziałowej w Chrzanowie. Kształcił się w zawodzie blacharza w Krakowie. Osiedlił się w Rzeszowie. Z zawodu rzemieślnik-blacharz, majster studniarski. Uczestnik wystąpień niepodległościowych w Krakowie w latach 1846 i 1848, po upadku Wiosny Ludów uczestnik działalności konspiracyjnej. Programowo związany z millenerami, od 1862 roku jednak ze stronnictwem czerwonych. Zajmował się organizowaniem policji narodowej i gromadzeniem broni. Od 1859 mieszkał w Warszawie, gdzie był współorganizatorem patriotycznych manifestacji ludności, poprzedzających wybuch powstania styczniowego. Ponadto w ramach akcji przedpowstańczej był organizatorem młodzieży rękodzielniczej i ludu wiejskiego. W czasie powstania dowódca oddziałów partyzanckich i naczelnik wojenny województw lubelskiego i podlaskiego. Dosłużył się stopnia pułkownika. 24 marca 1863 roku pobity w bitwie pod Krasnobrodem. 16 kwietnia stoczył bitwę pod Borowymi Młynami. Zaatakowany w I bitwie pod Chruśliną 30 maja odparł atak Rosjan i ponownie odniósł zwycięstwo 3 września pod Panasówką. Poległ w bitwie na Sowiej Górze pod Batorzem 6 lub 7 września 1863 roku.
Polegli powstańcy 1863 roku zostali odznaczeni przez prezydenta RP Ignacego Mościckiego 21 stycznia 1933 roku Krzyżem Niepodległości z Mieczami. 

## Upamiętnienie
W 50. rocznicę śmierci Marcina Borelowskiego 7 września 1913 zorganizowano obchody w Rzeszowie, podczas których na gmachu „Sokoła” zaplanowano odsłonięcie tablicy pamiątkowej. W 1963 roku, w stulecie powstania, ufundowano tablicę pamiątkową ku czci Marcina Borelowskiego, którą wmurowano w ścianę frontową Muzeum w Chrzanowie.
Imieniem i nazwiskiem Marcina Borelowskiego nazwano ulice: w Lublinie na osiedlu Konstantynów, w Krakowie na Półwsiu Zwierzynieckim, w Przemyślu na Zasaniu – przy Szkole Podstawowej nr 14 im. Zjednoczonej Europy w Przemyślu, we Wrocławiu w dzielnicy Sępolno, w Częstochowie na Tysiącleciu, w Nysie, w Chrzanowie, w Biłgoraju, w Janowie Lubelskim na osiedlu Zaolszynie, w Nowym Sączu, w Mińsku Mazowieckim.

## Literatura dodatkowa
- Justyn Sokulski: Borelowski Marcin. W: Polski Słownik Biograficzny. T. 2: Beyzym Jan – Brownsford Marja. Kraków: Polska Akademia Umiejętności – Skład Główny w Księgarniach Gebethnera i Wolffa, 1936, s. 322–324. Reprint: Zakład Narodowy im. Ossolińskich, Kraków 1989, ISBN 83-04-03291-0.